# Hershel W. Gober

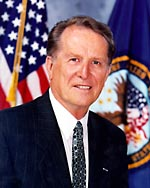
Hershel W. Gober

Hershel Wayne Gober (* 21. Dezember 1936 in Monticello, Arkansas; † 15. Oktober 2024 in Palm Coast, Florida) war ein US-amerikanischer Politiker der Demokratischen Partei, der im Kabinett von Präsident Bill Clinton als Minister für Kriegsveteranen amtierte.

## Leben
Gober absolvierte ein Studium an der Alaska Methodist University, das er als Bachelor abschloss. Später diente er als Army-Soldat im Vietnamkrieg, wo er neben den Kampfeinsätzen auch an der Produktion von Musikstücken beteiligt war, die helfen sollten, das Vertrauen der vietnamesischen Bevölkerung in die US-Regierung und deren in ihrem Land eingesetzte Soldaten zu stärken. Später wurde er im Einsatz verwundet. Er erhielt das Purple Heart, den Bronze Star und die Soldier’s Medal, ehe er 1978 im Rang eines Major aus dem aktiven Dienst ausschied. Nach dem Ende seiner Militärzeit arbeitete er als Direktor der Northwest Pipeline Corporation sowie als Lehrer für das Junior Reserve Officers Corps in Arkansas.
Seine politische Laufbahn begann im Januar 1988 in Arkansas, als er als Leiter des Department of Veterans Affairs Mitglied der Staatsregierung von Gouverneur Bill Clinton wurde. Diesen Posten hatte er bis zum 4. Februar 1993 inne. An diesem Tag wechselte er in die Bundesregierung; dort wurde er Deputy Secretary of Veterans Affairs und damit Stellvertreter von Veteranenminister Jesse Brown. Nach dessen Rücktritt leitete Gober das Ministerium kommissarisch zwischen dem 1. Juli 1997 und dem 2. Januar 1998, als Togo D. West Jr. offiziell als neuer Minister bestätigt wurde. Kurzzeitig stand Hershel Gober auch selbst davor, Browns Nachfolger zu werden. Bill Clinton nominierte ihn am 31. Juli 1997 für den Posten, zog dies aber dann am 27. Oktober desselben Jahres wieder zurück. Diese Entscheidung lag in der Befürchtung begründet, eine im Jahr 1993 gegen Gober erhobene Klage wegen sexueller Belästigung könnte in der obligatorischen Anhörung des Kandidaten durch einen Senatsausschuss thematisiert werden. So zog er es vor, weiter stellvertretender Minister zu bleiben.
Auch in dieser Position spielte er eine wichtige Rolle im Ministerium. So führte er eine Delegation an, die sich in Vietnam darum bemühte, Klarheit über das Schicksal vermisster Kriegsveteranen zu erhalten. Er setzte sich zudem dafür ein, dass Veteranen eine bessere medizinische Versorgung erhielten und spezielle Kliniken für sie eingerichtet wurden.
Nach dem Rücktritt von Minister West übernahm Hershel Gober am 25. Juli 2000 zum zweiten Mal die Leitung der Behörde. Auf diesem Posten verblieb er dann, ohne dass ein anderer Nachfolger in Betracht gezogen wurde, bis zum Ende von Bill Clintons Präsidentschaft am 20. Januar 2001.